# Senda de expansión

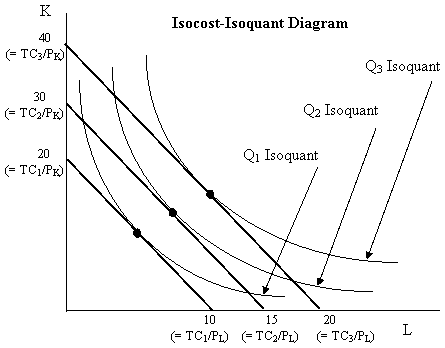
Gráfica de equilibrio del productor. Cada recta isocoste representa combinaciones productivas de igual coste (TC), en el que P_{L} es el precio del factor trabajo y P_{K} el precio del factor capital. Las curvas de forma convexa son isocuantas, cada una representa combinaciones de factores productivos que proporcionan un determinado nivel de producción. Los puntos de tangencia entre isocuantas e isocoste muestran aquellas combinaciones que tienen un menor coste para producir un determinado nivel productivo. La curva que conecta todos los puntos de equilibrio se denomina senda de expansión de la producción, porque muestra como varían el consumo de factores al variar el nivel de producción.

En economía, la senda de expansión de la producción es el lugar geométrico de las combinaciones de factores productivos que proporcionan distintos niveles de producción de un bien, en el que se cumple que todos los puntos de la senda minimizan el coste de obtener un determinado nivel de producción, para unos precios de factores dados.
La senda de la expansión de la producción se encuadra en el ámbito de la teoría de la producción, en la que se muestra la forma de obtener una producción a menor coste, partiendo de dos factores productivos normalmente capital y trabajo que tienen unos precios constantes, a través de la tangencia entre las curvas iscuantas y las líneas isocoste.
Esta senda de expansión se obtiene a medida que se desplaza en paralelo y hacia fuera una recta isocoste en un mapa de isocuantas. Proporciona información de cual es la combinación de factores que debe realizar el productor para expandir su nivel productivo a largo plazo, en un ámbito en el que las dotaciones de cualquier factor productivo puede variar.